# Procopius aethiops
Procopius aethiops là một loài nhện trong họ Corinnidae.
Loài này thuộc chi Procopius. Procopius aethiops được Tord Tamerlan Teodor Thorell miêu tả năm 1899.